# Nathalie Mauclair
Pour les articles homonymes, voir Mauclair.
Nathalie Mauclair est une traileuse française née le 9 mai 1970 au Mans.  

## Biographie
Elle a remporté les championnats du monde de trail 2013 à Conwy, au Royaume-Uni, puis 2015 à Annecy-le-Vieux, en France. Elle a également remporté le Grand Raid 2013 et 2014 ainsi que l'Ultra-Trail du Mont-Blanc en 2015. Elle a enfin terminé troisième de l'Ultra-Trail World Tour 2014. Elle a participé également aux grandes classiques américaines : en 2013 la Western State, 100 miles et en 2017 la Hardrock
Elle est donnée favorite de la Diagonale des fous 2015, en tant que double tenante du titre. Elle termine quatrième, ce qui est suffisant pour lui permettre de finir troisième de l'Ultra-Trail World Tour 2015.

## Résultats
| no  | féminin            | Course                                | Pays                 | Longueur  | Départ           | Temps            |
| --- | ------------------ | ------------------------------------- | -------------------- | --------- | ---------------- | ---------------- |
| 34e | Médaille d'argent  | Grande Course des Templiers           | France               | 71,8 km   | 23 octobre 2011  | 7 h 59 min 55 s  |
| 15e | Médaille d'argent  | Éco-Trail de Paris Île-de-France      | France               | 80 km     | 24 mars 2012     | 6 h 48 min 05 s  |
| 7e  | Médaille d'or      | Les Gendarmes et les Voleurs de Temps | France               | 65 km     | 27 mai 2012      | 5 h 49 min 31 s  |
| 24e | Médaille d'or      | Championnats du monde de trail        | Pays de Galles       | 75 km     | 6 juillet 2013   | 6 h 38 min 45 s  |
| 12e | Médaille d'or      | Grand Raid                            | France               | 163,5 km  | 17 octobre 2013  | 28 h 46 min 02 s |
| 25e | Médaille de bronze | Western States 100                    | États-Unis           | 100 mi    | 28 juin 2014     | 18 h 43 min 57 s |
| 40e | Médaille de bronze | Ultra-Trail du Mont-Blanc             | France Italie Suisse | 168 km    | 29 août 2014     | 25 h 47 min 35 s |
| 19e | Médaille d'or      | Grand Raid                            | France               | 172 km    | 23 octobre 2014  | 31 h 27 min 28 s |
| 25e | Médaille d'or      | Championnats du monde de trail        | France               | 84 km     | 30 mai 2015      | 9 h 30 min 59 s  |
| 19e | Médaille d'argent  | Lavaredo Ultra-Trail                  | Italie               | 119 km    | 26 juin 2015     | 14 h 25 min 02 s |
| 20e | Médaille d'or      | Ultra-Trail du Mont-Blanc             | France Italie Suisse | 169,9 km  | 28 août 2015     | 25 h 15 min 33 s |
| 13e | Médaille d'argent  | Marathon des Sables                   | Maroc                | 257 km    | 10 avril 2016    | 25 h 30 min 55 s |
| 13e | Médaille d'argent  | Marathon des Sables                   | Maroc                | 250 km    | 9 avril 2016     | 23 h 36 min 40 s |
| 15e | Médaille de bronze | Hardrock 100                          | États-Unis           | 161.73 km | 14 juillet 2017  | 30 h 34 min 22 s |
| 5e  | Médaille d'or      | Marathon des Sables                   | Pérou                | 250km     | 27 novembre 2017 | 25 h 55 min 26 s |
|     | Médaille d'or      | Ultra Marin                           | France               | 177 km    | 27 juin 2019     | 19 h 43 min 18 s |

### Championnats du monde de trail
| Épreuve / Édition | Huntsville 2007 | Serre Chevalier 2009 | Connemara 2011 | Conwy 2013 | Annecy-le-Vieux 2015 | Gerês 2016 | Badia Prataglia 2017 | Peñagolosa 2018 |
| Résultat final    | —               | —                    | —              | Or         | Or                   | 4e         | 5e                   | —               |

Légende :
- : première place, médaille d'or
- : deuxième place, médaille d'argent
- : troisième place, médaille de bronze
- — : n'a pas participé à cette épreuve

## Vie privée
Mariée et mère de deux enfants. La passion du sport lui a été transmise par son époux. Ce dernier l'encourage beaucoup et est très présent dans leur vie familiale afin de permettre à Nathalie d'effectuer ses entraînements.
Elle a participé à son premier marathon à l'âge de 40 ans.
Elle est cadre infirmier dans un centre spécialisé.
Infirmière pendant 10 ans puis cadre de santé pendant 15 ans. Elle a choisi de suspendre son travail en institut en 2017. 
Après s'être formée, elle devient éducatrice sportive ainsi que préparatrice mentale. Elle est également ambassadrice en Running Yoga. Elle crée une société de coaching pour l'amélioration de la performance : 5ynchro. Son activité est fondée sur le partage de son expérience de sportive de haut niveau qui a su combiner à la fois sa vie de sportive, de professionnelle et de maman;
5ynchro intervient en entreprise pour améliorer la performance des collaborateurs et diminuer les coûts de l'absentéisme. 5ynchro propose des accompagnements auprès des particuliers pour les aider à atteindre leurs objectifs sportifs.
Élève à l'ITRA : International Trail Running Association depuis 2015.

## Ses entraînements
http://www.avisderunners.fr/article/interview-de-nathalie-mauclair-championne-du-monde-trail-vainqueur-de-l-utmb-et-de-la-diagonale-des-fous